# Avenue Rubem Berta
L'Avenue Rubem Berta est une voie qui fait partie du corridor nord-sud de São Paulo. 

## Situation et accès
Dans la section du corridor connue sous ce nom, l'itinéraire traverse les districts de Moema, Vila Mariana et Saúde. La limite de vitesse actuellement autorisée est de 60 km/h, la réduction a été effectuée le 1er septembre 2015, promouvant « plus de sécurité sur les routes. »

## Origine du nom
Cette avenue porte le nom de Ruben Berta (pt) (1907-1966), un homme d'affaires brésilien.